# Bravia Chaimite
Bravia Chaimite  — португальский БТР, разработанный компанией Bravia в 1966 году. Данная бронемашина принимала участие в португальских колониальных войнах. Всего выпущено
более 600 бронеавтомобилей. Снят с вооружения в 2016 году.

## История
Первый прототип Chaimite был создан в 1966 году. В 1968 году был отправлен в Гвинея-Бисау где показал себя с хорошей стороны. После активно использовался в Португалии пока не был снят с вооружения в 2016 году, в пользу австрийского Pandur II 8x8,  за всю историю было произведено более 600 бронеавтомобилей.
Chaimite также принимал участие в гражданской войне в Ливии, гражданской войне в Ливане, конфликте в Филиппинах.

## Конструкция
Chaimite имеет ряд внешних сходств с Cadillac Gage Commando M706, но отличается более длинный моторный отсеком. Бронеавтомобиль имел сварной стальной корпус, способный защищать от снарядов 7.62 мм НАТО. Chaimite имел дизельный двигатель мощностью 155 л.с (115 кВт) с 3300 оборотами в минуту, который позволял развивать до 99 км/ч.

## Варианты
- V-200 Armada 60 — версия для португальских морпехов вооружённая 60-мм РСЗО.
- V-300  — версия с 20-мм пушкой.
- V-400 — версия с 75/90 мм пушкой и башней от Parhard EBR.
- V-500 — машина связи.
- V-600 — версия с 81-мм миномётом.
- V-700 — версия ПТУР Swingfire или HOT.
- V-800 — санитарная машина.
- V-900 — БРЭМ.
- V-1000 — версия для подавления беспорядков с водомётом

## Операторы
- Ливия —  заказано в 1976 году 60 бронеавтомобилей, доставлено только 16.
- Филиппины — заказано в 1973 году 20 бронеавтомобилей, доставлено только 13.
- Ливан — заказано в 1972 году 30 бронеавтомобилей, доставлено только 21.
- Перу — доставлено в 1973 году 20 бронеавтомобилей .